# 3か月トピック英会話
3か月トピック英会話（さんかげつとぴっくえいかいわ）は、NHK教育テレビジョンで放送される語学番組枠である。

## 概要
タイトル通り各番組の放送期間は3か月である。2001年3月まで放送された「3か月英会話」を復活させたものとも言える。2007年4月からは、「新3か月トピック英会話」へ改題し新作が作られたが、2008年4月から再び「3か月トピック英会話」として、新作が制作・放送される。
CEFRで、A2と位置づけられている。

## 放送時間
2008年度
- 本放送：火曜日 23:10 - 23:30
- 再放送：翌週火曜日 12:10 - 12:30

2009年度
- 本放送：水曜日 23:10 - 23:30
- 再放送：翌週水曜日 6:40 - 7:00

2010年度
- 本放送：水曜日 23:10 - 23:30
- 再放送：土曜日 5:20 - 5:40

2011年度
- 本放送：水曜日 23:00 - 23:20
- 再放送：翌週水曜日 6:00 - 6:20

2012年度
- 本放送：水曜日 22:00 - 22:20
- 再放送：翌週水曜日 6:00 - 6:20

## 概要

### 英語で歩く大自然!山ガール カナダの旅
- 放送期間：2012年10月 - 12月
- 出演者
  - 時田朋子（東洋大学助教授）
  - ジェフ・ジェンセン
  - 関谷桃子
  - 与倉・クリスティン・冬美
- 内容
カナディアンロッキーのトレッキングを通して、旅に役立つ表現や感情表現を学ぶ。

### 英語で楽しむ!リトル・チャロ〜東北編〜
- 放送期間：2012年7月 - 9月（2014年1月 - 3月に再放送）
- 出演者
  - 江原美明（神奈川県立国際文化アカデミア准教授）
  - SHELLY
  - マット・アルト
- 内容
「リトル・チャロ〜東北編〜」の英語版アニメを見て、日常会話や日本文化を伝える表現を学ぶ。

### SNSで磨く!英語Output表現術
- 放送期間：2012年4月 - 6月
- 出演者
  - 本間正人（帝塚山学院大学客員教授）
  - 山里亮太
  - 岡本玲
  - ソネス・スティーブンス
- 内容
TwitterやFacebookなどを活用して、英語の発信能力を高める。

### 歌って発音マスター!〜魅惑のスタンダードジャズ編〜
- 放送期間：2011年9月 - 12月（2013年1月 - 3月に再放送）
- 出演者
  - 里井久輝（龍谷大学准教授）
  - 青木カレン
  - 森末慎二
- 内容
ジャズを歌いながら、英語らしい発音法を学ぶ。

### まるごと体感！ハワイアン・ロハス
- 放送期間：2011年4月 - 7月
- 出演者
  - 矢口裕人（東京大学大学院総合文化研究科准教授）
  - 市川紗椰
- 内容
ハワイ島で暮らす人々のインタビューを通じて生きた会話表現を学ぶ。

### 聴く読むわかる!英文学の名作名場面
- 放送期間：2010年9月 - 12月（2012年1月 - 3月に再放送）
- 出演者
  - 斎藤兆史（東京大学大学院教授）
  - 内山理名

### トップインタビューに学ぶ！自分を語る表現術
- 放送期間：2010年4月 - 6月（2011年7月 - 9月に再放送）
- 出演者
  - マーシャ・クラッカワー（聖心女子大学教授）

### ハートで話そう!マジカル英語塾
- 放送期間：2009年10月 - 12月（2011年1月 - 3月に再放送）
- 出演者
  - 大西泰斗（Mr.オオニシ役、東洋学園大学教授）
  - ポール・クリス・マクベイ（クリス国王役、麗澤大学教授）
  - あさりど 堀口文宏(アーサー王子役)、川本成(リド役)
  - デビッド・ヒース(衛兵役、ナレーション)
  - ケイテリン・ジルソン(ケイテリン姫役)
  - キャロリン・ミラー、安井邦彦(声の出演)
- 内容
「ハートで感じる英文法」の新シリーズ。初中級レベルの会話能力を身につけるようにする。

### カリフォルニア縦断!シンプル会話術
- 放送期間：2009年4月 - 6月（2010年7月 - 9月に再放送）
- 出演者
  - 田中真紀子（神田外語大学准教授）
  - 池端えみ
  - ビル・クラウリー
- 内容
中学校で学ぶ英語を主に、コミュニケーションを円滑に進めるようにする。

### 話して聞きとる！ネイティブ発音塾
- 放送期間：2009年1月 - 3月（2010年1月 - 3月に再放送）
- 出演者
  - 斎藤兆史（東京大学准教授）
  - イアン・ウィルソン（会津大学教授）
  - 根本はるみ
  - レイチェル・スミス
- 内容
日本人がまちがいやすい発音の組み合わせをピックアップし、ネイティブに近づくため、イギリス英語の発音力をつける。

### 体感!ニューヨーカーの会話術
- 放送期間：2008年7月 - 9月（2009年7月 - 9月に再放送）
- 出演者
  - 浅田浩志（マネージメント・コミュニケーションズ・コンサルタント）
  - クリス・ドロス
  - 金井紗智子
- 内容
ニューヨークの様々なスポットを巡りながら、ニューヨーカーが実際に使う自然な英語表現も一緒に学ぶ。

### 「赤毛のアン」への旅～原書で親しむAnneの世界～
- 放送期間：2008年4月 - 6月（同年10月 - 12月に再放送）
- 出演者
  - 松本侑子（作家・翻訳家）
  - 松坂慶子
- 内容
カナダにあるプリンス・エドワード島の風景を楽しみながら、「赤毛のアン」の原書を読む。

### ジュークボックス英会話　歌詞から学ぶ感情表現
- 放送期間：2007年1月 - 3月（2007年10月 - 12月に再放送）
- 出演者
  - 佐藤良明
  - マーティ・フリードマン
  - 中田有紀
- 内容
メインコーナーでは毎回英語の曲を1つ取り上げ、その歌詞を分析していく。サブコーナーとして以下のようなものがある。
- ワンフレーズバンド
ワンフレーズしか歌わないという謎のバンドが毎回1つのフレーズを追究していく。もちろんこのバンドは架空のものであり正体はレギュラー出演者の3人（ギター・フリードマン、ベース・佐藤、ヴォーカル・中田）。
- リズム研究所
挙動不審な教授・リズム万作（佐藤）と、万作を厳しく叱る助手・サウンド冷子（中田）によるコントコーナー。

### TOKYOまちかどリスニング
- 放送期間：2006年10月 - 12月（2007年7月 - 9月に再放送）
- 出演者
  - 講師：西蔭浩子（大正大学教授）
  - 生徒：マギー審司、三倉茉奈・佳奈
  - ナレーターおよびスキット出演：マシューまさる
  - スキット出演：レニー・ハート、レイチェル・ウォルツァー、ミワ・ガードナーほか
- 内容
英語の発音の仕組みを学び、聴き取りに挑戦する。

### 栗原はるみの挑戦 こころを伝える英語
- 放送期間：2006年4月 - 6月（2007年4月 - 6月に再放送）
- 出演者
  - 栗原はるみ
  - ジョン・オコーナー（元いいとも青年隊）
  - 西蔭浩子（大正大学教授）
  - ナレーター：ショーン・K
- 内容
人気料理家の栗原はるみが母語話者との日常英会話に挑戦。その模様をVTRで見ながら、良いフレーズを学んでいく。文法よりも会話を円滑に進めるコツに重点が置かれている。番組の最後には、栗原が世界に伝えたい日本の家庭料理のレシピを1品、英語で紹介するコーナーもある。

### ハートで感じる英文法 会話編
- 放送期間：2006年1月 - 3月
- 出演者
  - 講師：大西泰斗
  - 生徒：鴻上尚史、いとうあいこ
  - スキット出演：ジャスミン・アレン
  - スキット出演およびインタビュー：ポール・クリス・マクベイ
- 内容
以前に放送された「ハートで感じる英文法」の続編。出演者は全く同じで内容も大きな変化はなかったが、生徒の2人が習ったことを使って会話するコーナーが設けられた。語学番組の大半は上半期の再放送だった中で、この番組は数少ない新作だった。

### ハートで感じる英文法
- 放送期間：2005年7月 - 9月（2008年1月 - 3月に再放送）
- 出演者
  - 講師：大西泰斗
  - 生徒：鴻上尚史、いとうあいこ
  - スキット出演：ジャスミン・アレン
  - スキット出演およびインタビュー：ポール・クリス・マクベイ
- 内容
ネイティブの英語感覚を丸暗記ではなくイメージとして心で感じ取れるように解説。文法、冠詞、前置詞、類似表現の使い分けなど、文章のみの解説では理解しにくいような概念を映像を使い解説している。

### 1日まるごと英語で話そう！ ～意外に知らない日常表現～
- 放送期間：2005年4月 - 6月（同年10月 - 12月、2006年7月 - 9月に再放送）
- 主な出演者
  - 永澤美咲：藤田陽子
  - アンジェラ：ジャスミン・アレン
  - マイク：ジェフリー・ロウ
  - 近藤エリ：太田詩音
  - ナレーター：ショーン・K
- 内容
ドラマを中心に、そのドラマに出てくる英語のセリフの中で重要なフレーズを解説していく。またネイティブのインタビューなどもある。
- ドラマのストーリー
主人公は外資系飲料メーカーに勤務する永沢美咲（藤田陽子）。美咲の会社では社内での会話が英語ばかりで、英語の苦手な美咲はとまどっていた。ある日美咲は見習い天使のアンジェラ（ジャスミン・アレン）に出会う。アンジェラは地上世界で人間の願い事をかなえてあげないと天国に帰ることができず、美咲の手助けをすることになる。

## DVD
以下のタイトル分がポニーキャニオンより発売された。
- ハートで感じる英文法 1 - 3（2006年2月）
- ハートで感じる英文法 会話編1 - 3（2006年4月）
- 1日まるごと英語で話そう! 1 - 3（2007年2月）
- 栗原はるみの挑戦 こころを伝える英語 1 - 3（2007年4月）

以下のタイトル分がNHKエンタープライズより発売された。
- TOKYOまちかどリスニング vol.1 - 3（2007年7月）